# Alireza Mohammad Karimimachiani
Alireza Mohammad Karimi Machiani (persisch علیرضا کریمی ماچیانی; * 21. März 1994 in Karadsch) ist ein iranischer Ringer. Er wurde 2019 Vize-Weltmeister im freien Stil in der Gewichtsklasse bis 92 kg Körpergewicht.

## Werdegang
Alireza Karimi ringt seit 2005. Er startet ausschließlich im freien Stil und wird von Mohammed Kermani seit dieser Zeit trainiert. Sein Verein ist Shafak Karaj. Er ist Student und wiegt als Erwachsener bei einer Größe von 1,75 Metern ca. 90 kg.
Seine internationale Ringerkarriere begann bereits 2010, als er bei der asiatischen Juniorenmeisterschaft (Cadets) in Bangkok in der Gewichtsklasse bis 76 kg den Titel gewann. Diesen Erfolg wiederholte er 2011. Im gleichen Jahr wurde er im ungarischen Szombathely bei der Junioren-Weltmeisterschaft (Cadets) in der Gewichtsklasse bis 76 kg Vize-Weltmeister. Im Finale dieser Meisterschaft unterlag er dabei gegen Elchan Assadow aus Kasachstan.
Im August 2014 wurde Alireza Karimi in Zagreb Junioren-Weltmeister (Juniors) in der Gewichtsklasse bis 84 kg Körpergewicht. Im Finale bezwang er dabei Asamat Dauletbekow aus Kasachstan. Im Mai 2015 wurde er in Doha Asienmeister in der Gewichtsklasse bis 86 kg. Im Finale siegte er dabei über Atsushi Matsumoto aus Japan. Einen Monat später wurde er vom iranischen Ringerverband auch bei der Weltmeisterschaft in Las Vegas in der gleichen Gewichtsklasse eingesetzt. Er besiegte in Las Vegas so gute Ringer wie Piotr Ianulow aus Moldawien und Ibragim Aldatow aus der Ukraine, unterlag aber im Halbfinale gegen Abdulraschid Sadulajew aus Russland. Danach sicherte er sich durch einen Sieg über Michail Ganew aus Bulgarien eine Bronzemedaille und erkämpfte sich damit auch das Startrecht für die Olympischen Spiele 2016 in Rio de Janeiro.
In Rio siegte er in der Gewichtsklasse bis 86 kg gegen Mohamed Saadaoui aus Tunesien und wiederum Michail Ganew, unterlag aber im Viertelfinale gegen J'den Cox aus den Vereinigten Staaten. Da dieser das Finale nicht erreichte, schied Alireza Karimi aus und kam nur auf den 7. Platz.
Im Mai 2017 wurde Alireza Karimi in New Delhi Asienmeister in der Gewichtsklasse bis 86 kg und im September 2017 in Klaipėda auch Militär-Weltmeister in der gleichen Gewichtsklasse.
Im November 2017 startete er bei der U 23-Weltmeisterschaft in Bydgoszcz. Nach einem Freilos traf er dort im Achtelfinale auf Alichan Schabrailow aus Russland. Er führte in diesem Kampf bis in die 5. Kampfminute hinein mit 3:2 Punkten. Dann fasste Schabrailow eine Beinklammer und drehte Alireza Karimi mehrere Male durch, bis er mit 14:3 Punkten führte und damit den Kampf gewonnen hatte (Differenz von mehr als 10 Punkten zu seinen Gunsten). Vom Ringer-Weltverband UWW wurde Alireza Karimi daraufhin vorgeworfen, dass er den Kampf gegen Alichan Schabrailow auf Weisung seines Trainers Hamidreza Jamschidi aus politischen Gründen absichtlich verloren gab, damit er in der nächsten Runde nicht gegen den israelischen Ringer Uri Kalaschnikow antreten muss. Mit seiner „freiwilligen“ Niederlage gegen Schabrailow hatte Alireza Karimi zwar nicht mehr die Möglichkeit, U23-Weltmeister zu werden, aber er hätte über die Trostrunde (Repechage) noch den Kampf um eine der Bronzemedaillen erreichen können. Uri Kalaschnikow verlor danach im Viertelfinale gegen Alichan Schabrailow. Da Schabrailow aber das Finale erreichte, konnten Karimi und Kalaschnikow in der Trostrunde weiterringen. Beide Ringer wären in der Trostrunde aufeinander getroffen. Alireza Karimi war es aber vom iranischen Verband untersagt, gegen Kalaschnikow zu ringen. Also siegte Kalaschnikow kampflos und gewann später eine der Bronzemedaillen. Schabrailow wurde U23-Weltmeister und Alireza Karimi ging leer aus. Im iranischen Fernsehen wurde er wegen seines „heldenhaften“ Verhaltens gefeiert.
Im Januar 2018 wurden vom Ringer-Weltverband UWW Alireza Karimi für sechs Monate und Hamidreza Jamschidi für zwei Jahre gesperrt. Rasoul Khadem, der Präsident des iranischen Ringer-Verbandes und Olympiasieger im Ringen von 1996 trat von seinem Amt zurück.
Nach Ablauf der halbjährigen Sperre wurde Alireza Karimi im August 2018 in der Gewichtsklasse bis 97 kg Sieger bei den Asienspielen in Jakarta. Bei der Weltmeisterschaft im Oktober 2018 in Budapest startete er in der Gewichtsklasse bis 92 kg Körpergewicht. Er siegte dort u. a. über den Olympiasieger von 2012 Scharif Scharifow aus Aserbaidschan und den russischen Meister Batirbek Zakulow, unterlag aber im Halbfinale gegen J'den Cox. Mit einem Sieg über Dato Marsagischwili aus Georgien sicherte er sich dann aber noch eine Bronzemedaille.
Im April 2019 wurde Alireza Karimi in Xi’an (China) wieder Asienmeister in der Gewichtsklasse bis 92 kg Körpergewicht siegte er dabei im Endkampf über den Inder Viky. Im September 2019 startete er auch bei der Weltmeisterschaft in Nur-Sultan (Kasachstan) in der gleichen Gewichtsklasse. Er siegte dort im Halbfinale über Alichan Schabrailow, unterlag aber im Finale wieder gegen J'den Cox.

## Internationale Erfolge
| Jahr | Platz | Wettbewerb                                                 | Gewichtsklasse | Ergebnisse |
| 2010 | 1.    | Asiatische Junioren-Meisterschaft (Cadets) in Bangkok      | bis 76 kg      | vor Asamat Schumalajew, Kasachstan |
| 2011 | 1.    | Asiatische Junioren-Meisterschaft (Cadets) in Bangkok      | bis 76 kg      | vor Elchan Assadow, Kasachstan |
| 2011 | 2.    | Junioren-WM (Cadets) in Szombathely                        | bis 76 kg      | hinter Elchan Assadow, vor Giorgi Chartischwili, Georgien und Artjom Umarow, Russland |
| 2013 | 3.    | Takhti-Cup in Teheran                                      | bis 84 kg      | hinter Meisam Mostafa Joukar und Esmaeil Nejatian, beide Iran |
| 2013 | 1.    | Asiatische Junioren-Meisterschaft (Juniors) in Phuket      | bis 84 kg      | vor Asamat Dauletbekow, Kasachstan, Salim Chodschajew, Tadschikistan und Gwon Hyeok-beom, Südkorea |
| 2013 | 1.    | "Dimitri-Korkin"-Turnier in Yakutsk                        | bis 84 kg      | vor Iljas Chamikojew, Aserbaidschan |
| 2014 | 5.    | Takhti-Cup in Teheran                                      | bis 86 kg      | hinter Meisam Mostafa Joukar, Jalal Zaman, Esmail Nejatian und Mohammadjavad Ebrahimizivlaei, alle Iran |
| 2014 | 3.    | "Yasar-Dogu"-Memorial in Istanbul                          | bis 86 kg      | hinter Abdulraschid Sadulajew, Russland und Phil Keddy, USA |
| 2014 | 1.    | Junioren-WM (Juniors) in Zagreb                            | bis 84 kg      | vor Asamat Dauletbekow, Praveen, Indien und Gabriel Dean, USA |
| 2015 | 1.    | Grand-Prix von Paris                                       | bis 86 kg      | vor Radoslaw Marcinkiewicz, Polen, Gábor Hatos, Ungarn und Sebastian Jezierzanski, Polen |
| 2015 | 2.    | Takhti-Cup in Teheran                                      | bis 86 kg      | hinter Meisam Mostafa Joukar, vor Ehsan Amiri, beide Iran und Dato Marsagischwili, Georgien |
| 2015 | 1.    | Asienmeisterschaft in Doha                                 | bis 86 kg      | vor Atsushi Matsumoto, Japan, Umidyon Ismanow, Usbekistan und Usulchbatar Purevee, Mongolei |
| 2015 | 1.    | "Stepan-Sargsyan"-Turnier in Vanazdor (Armenien)           | bis 86 kg      | vor Soslan Tigijew, Usbekistan, Musa Murtasalijew, Armenien und Wladislaw Walijew, Russland |
| 2015 | 3.    | WM in Las Vegas                                            | bis 86 kg      | nach Siegen über Umidyon Ismanow, Piotr Ianulow, Moldawien, Ville Papani Heino, Finnland und Ibragim Aldatow, Ukraine, einer Niederlage gegen Abdulraschid Sadulajew und einem Sieg über Michail Ganew, Bulgarien |
| 2016 | 1.    | Grand-Prix von Paris                                       | bis 86 kg      | vor István Veréb, Ungarn, Turtogtoch Luvsandorj, Mongolei und Alexander Huschtin, Weißrussland |
| 2016 | 1.    | "Stepan-Sargsyan"-Turnier in Vanazdor                      | bis 86 kg      | vor Schamir Atjan, Armenien, Muslim Magomedow, Russland und Wladislaw Walijew |
| 2016 | 7.    | OS in Rio de Janeiro                                       | bis 86 kg      | nach Siegen über Mohamed Saadaoui, Tunesien und Michail Ganew und einer Niederlage gegen J’den Cox, USA |
| 2017 | 1.    | Asienmeisterschaft in New Delhi                            | bis 86 kg      | nach Siegen über Nairisiga, China, Kim Gwan-uk, Südkorea, Unurbat Purevjav, Mongolei und Asamat Dauletbekow, Kasachstan                                                                                           |
| 2017 | 1.    | Militär-WM in Klaipėda                                     | bis 86 kg      | vor Gwon Hyeok-beom, Südkorea, Ljubomir Sagaliuk, Ukraine und Esref Alijew, Aserbaidschan |
| 2017 | 13.   | U 23-WM in Bydgoszcz                                       | bis 86 kg      | nach Niederlagen gegen Alichan Schabrailow, Russland und Uri Kalaschnikow, Israel |
| 2018 | 7.    | Militär-WM in Moskau                                       | bis 86 kg      | nach Niederlagen gegen Magomed Ramasanow, Russland und Nurdanlet Koktenbajew, Kasachstan |
| 2018 | 3.    | "Giwi-Kartosija" & "Wachtang-Balawadse"-Memorial in Tiflis | bis 92 kg      | hinter Ansor Urischew, Russland und Mohammadjavad Ebrahimizivlaei |
| 2018 | 2.    | "Yasar-Dogu"-Memorial in Istanbul                          | bis 92 kg      | hinter Mohammadjavad Ebrahimizivlaei, vor Iwan Jankowski, Weißrussland und Hajy Rajabau, Weißrussland |
| 2018 | 1.    | Asienspiele in Jakarta                                     | bis 97 kg      | nach Siegen über Takeshi Yamaguchi, Japan, Magomed Ibragimow, Usbekistan und Magomed Musajew, Kirgisistan |
| 2018 | 3.    | WM in Budapest                                             | bis 92 kg      | nach Siegen über Ricardo Adrian Baez, Argentinien, Scharif Scharifow, Aserbaidschan und Batirbek Zakulow, Russland, einer Niederlage gegen J'den Cox, USA und einem Sieg über Dato Marsagischwili                 |
| 2019 | 1.    | Asienmeisterschaft in Xi’an (China)                        | bis 92 kg      | nach Siegen über Tschingis Kerimkulow, Kirgisistan, Atsushi Matsumoto, Asisbek Solijew, Usbekistan und Viky, Indien                                                                                               |
| 2019 | 1.    | City-of-Sassari-Tournament                                 | bis 92 kg      | vor Batirbek Zakulow und Arasch Mohammadkarem Mohebbi, Iran |
| 2019 | 2.    | WM in Nur-Sultan (Kasachstan)                              | bis 92 kg      | nach Siegen über Georgi Rubajew, Moldawien, Ljubomir Sagaliuk und Alichan Schabrailow und einer Niederlage gegen J'den Cox                                                                                        |

Erläuterungen
- alle Wettkämpfe im freien Stil
- WM = Weltmeisterschaft